# Gaurotes ussuriensis
Gaurotes ussuriensis là một loài bọ cánh cứng trong họ Cerambycidae.